# Salim Chartouni
Nabih Salim Chartouni Kuri (Ciutat de Mèxic, 20 de desembre de 1973) futbolista mexicà, porter del Puebla Fútbol Club. Actualment és comentarista esportiu.